# HC SCP Banská Bystrica
Le HC SCP Banska Bystrica est un club slovaque de handball féminin basé à Banská Bystrica.

## Historique
Compétition internationales
- finaliste de la coupe EHF en 1998

compétitions nationales
- champion de Slovaquie en 1999